# Vosek
Vosek – wieś w Słowenii, w gminie Pesnica. W 2018 roku liczyła 308 mieszkańców.